# Port Louis (Falklandy)
Port Louis (hiszp. Puerto Luis) – miejscowość na północno-wschodnich Falklandach (brytyjskie terytorium zamorskie), położona na wyspie Falkland Wschodni. Została założona przez Louisa de Bougainville'a w 1764 roku jako pierwsza osada francuska na wyspach, ale w 1767 przeszła pod kontrolę hiszpańską i przemianowana została na Puerto Soledad (w języku hiszpańskim, wyspa Falkland Wschodni jest nazywana Isla Soledad). Luis Vernet powrócił do hiszpańskiej wersji oryginalnej nazwy (Puerto Luis), zakładając ponownie osadę. Brytyjczycy chwilowo przemianowali ją na Harbour Anson, a potem powrócili do pierwotnej, francuskiej nazwy – Port Louis.